# Округа Саратовской области
Округа — административно-территориальные единицы, выделявшиеся в составе районов Саратовской области.

## История
После распада СССР на территории Саратовской области сохранялись сельсоветы и поссоветы.
27 марта 1996 года было принято временное Положение о порядке решения вопросов административно-территориального устройства Саратовской области, узаконившее сельсоветы и поссоветы (поссоветы, назывались также поселковыми округами).
Вместе с этим с 1995 года сельсоветы и поссоветы преобразовывались в сельские и поселковые администрации, а с 1997 года в округа.
3 апреля 2000 года вышел Закон № 21-ЗСО «Об административно-территориальном устройстве и территориях муниципальных образований в Саратовской области» со следующим определением:
- округ — административно-территориальная единица, включающая один населённый пункт (или несколько населённых пунктов) вместе с землями, прилегающими к нему (к ним).

18 апреля 2001 года вышел Реестр административно-территориального деления Саратовской области с районами, ЗАТО и округами.
Постановлением от 27 сентября 2006 года № 58-2374 и Законом от 9 октября 2006 года округа были упразднены.
Также в 2007 и 2008 году вышли два дополнительных постановления, отменившие постановления, касавшиеся учреждения округов и дальнейших территориальных обменов.
К этому моменту уже были сформированы муниципальные образования Саратовской области.
После упразднения округов новые внутрирайонные административно-территориальные единицы организованы не были.
В ОКАТО округа как учётные единицы просуществовали до 1 декабря 2019 года.

## Список округов

### Округа, упразднённые до проведения муниципальной и административно-территориальной реформы
| № | Округ           | Подчинение               | Годы существования | Комментарии                                     |
| - | --------------- | ------------------------ | ------------------ | ----------------------------------------------- |
| 1 | Коминтерновский | Татищевский район        | 1995—2002          | разделён между Карамышским и Садовским округами |
| 2 | Михайловский    | Краснопартизанский район | 1995—2003          | преобразован в ЗАТО Михайловский                |

### Округа, упразднённые в ходе реформы
Округа, упразднённые в ходе муниципальной реформы. Показано соответствие на уровне муниципального устройства на момент исключения из ОКАТО, в примечаниях изначальное соответствие. Округа, административный центр которых на момент изъятия из ОКАТО являлся рабочим посёлком, выделены оранжевым цветом.
| №   | Округ                    | Варианты названия          | Подчинение                                  | Соответствие на уровне муниципального устройства (до 01.12.2019)          |
| --- | ------------------------ | -------------------------- | ------------------------------------------- | ------------------------------------------------------------------------- |
| 1   | Агафоновский             |                            | Питерский район                             | СП Агафоновское мун. обр. Питерского МР                                   |
| 2   | Акатно-Мазинский         |                            | Хвалынский район                            | СП Сосново-Мазинское мун. обр. Хвалынского МР                             |
| 3   | Алгайский                |                            | Новоузенский район                          | СП Алгайское мун. обр. Новоузенского МР                                   |
| 4   | Александровогайский      | Александрово-Гайский       | Александрово-Гайский район                  | СП Александрово-Гайское мун. обр. Александрово-Гайского МР                |
| 5   | Александровский          |                            | Калининский район                           | СП Ахтубинское мун. обр. Калининского МР                                  |
| 6   | Александровский          |                            | Саратовский район                           | СП Александровское мун. обр. Саратовского МР                              |
| 7   | Александровский          |                            | Ртищевский район                            | СП Краснозвездинское мун. обр., Шило-Голицынское мун. обр. Ртищевского МР |
| 8   | Алексашкинский           |                            | Питерский район                             | СП Алексашкинское мун. обр. Питерского МР                                 |
| 9   | Алексеевский             |                            | Базарно-Карабулакский район                 | СП Алексеевское мун. обр. Базарно-Карабулакского МР                       |
| 10  | Алексеевский             |                            | Романовский район                           | СП Мордовокарайское мун. обр. Романовского МР                             |
| 11  | Алексеевский             |                            | Аркадакский район                           | СП Львовское мун. обр. Аркадакского МР                                    |
| 12  | Алексеевский             |                            | Хвалынский район                            | СП Алексеевское мун. обр. Хвалынского МР                                  |
| 13  | Алмазовский              |                            | Балашовский район                           | ГП Пинеровское мун. обр. Балашовского МР                                  |
| 14  | Алтатинский              |                            | Дергачёвский район                          | СП Орошаемое мун. обр. Дергачёвского МР                                   |
| 15  | Альшанский               |                            | Екатериновский район                        | СП Альшанское мун. обр. Екатериновского МР                                |
| 16  | Анастасьинский           |                            | Калининский район                           | СП Широкоуступское мун. обр. Калининского МР                              |
| 17  | Андреевский              |                            | Екатериновский район                        | СП Альшанское мун. обр., Андреевское мун. обр. Екатериновского МР         |
| 18  | Антоновский              |                            | Ершовский район                             | СП Антоновское мун. обр. Ершовского МР                                    |
| 19  | Антоновский              |                            | Дергачёвский район                          | ГП Дергачёвское мун. обр. Дергачёвского МР                                |
| 20  | Апалихинский             |                            | Хвалынский район                            | СП Алексеевское мун. обр. Хвалынского МР                                  |
| 21  | Арбузовский              |                            | Ивантеевский район                          | СП Раевское мун. обр. Ивантеевского МР                                    |
| 22  | Аряшский                 |                            | Новобурасский район                         | СП Тёпловское мун. обр. Новобурасского МР                                 |
| 23  | Асметовский              |                            | Петровский район                            | СП Грачёвское мун. обр. Петровского МР                                    |
| 24  | Афанасьевский            |                            | Воскресенский район                         | СП Елшанское мун. обр. Воскресенского МР                                  |
| 25  | Ахматский                |                            | Краснокутский район                         | СП Первомайское мун. обр. Краснокутского МР                               |
| 26  | Ахтубинский              |                            | Калининский район                           | СП Ахтубинское мун. обр. Калининского МР                                  |
| 27  | Багаевский               |                            | Саратовский район                           | СП Багаевское мун. обр. Саратовского МР                                   |
| 28  | Базарно-Карабулакский    |                            | Базарно-Карабулакский район                 | ГП Базарно-Карабулакское мун. обр. Базарно-Карабулакского МР              |
| 29  | Баклушинский             |                            | Аркадакский район                           | СП Большежуравское мун. обр. Аркадакского МР                              |
| 30  | Бакурский                |                            | Екатериновский район                        | СП Бакурское мун. обр. Екатериновского МР                                 |
| 31  | Балашинский              |                            | Озинский район                              | СП Балашинское мун. обр. Озинского МР                                     |
| 32  | Балтайский               |                            | Балтайский район                            | СП Балтайское мун. обр. Балтайского МР                                    |
| 33  | Барановский              |                            | Аткарский район                             | СП Барановское мун. обр. Аткарского МР                                    |
| 34  | Барановский              |                            | Вольский район                              | СП Барановское мун. обр. Вольского МР                                     |
| 35  | Барковский               |                            | Балашовский район                           | СП Барковское мун. обр. Балашовского МР                                   |
| 36  | Барнуковский             |                            | Балтайский район                            | СП Барнуковское мун. обр. Балтайского МР                                  |
| 37  | Бартеневский             |                            | Ивантеевский район                          | СП Бартеневское мун. обр. Ивантеевского МР                                |
| 38  | Баскатовский             |                            | Марксовский район                           | СП Подлесновское мун. обр., Приволжское мун. обр. Марксовского МР         |
| 39  | Безымянский              |                            | Энгельсский район                           | СП Безымянское мун. обр. Энгельсского МР                                  |
| 40  | Белогорновский           |                            | Вольский район                              | СП Белогорновское мун. обр. Вольского МР                                  |
| 41  | Белоярский               |                            | Новобурасский район                         | СП Белоярское мун. обр. Новобурасского МР                                 |
| 42  | Березняковский           |                            | Воскресенский район                         | СП Воскресенское мун. обр. Воскресенского МР                              |
| 43  | Берёзово-Лукский         |                            | Духовницкий район                           | СП Берёзово-Лукское мун. обр. Духовницкого МР                             |
| 44  | Берёзовский              |                            | Базарно-Карабулакский район                 | СП Липовское мун. обр. Базарно-Карабулакского МР                          |
| 45  | Берёзовский              |                            | Петровский район                            | СП Берёзовское мун. обр. Петровского МР                                   |
| 46  | Берёзовский              |                            | Энгельсский район                           | СП Терновское мун. обр. Энгельсского МР                                   |
| 47  | Берёзовский              |                            | Марксовский район                           | СП Осиновское мун. обр. Марксовского МР                                   |
| 48  | Берёзовский              |                            | Пугачёвский район                           | СП Заволжское мун. обр. Пугачёвского МР                                   |
| 49  | Бессоновский             |                            | Новоузенский район                          | СП Бессоновское мун. обр. Новоузенского МР                                |
| 50  | Благовещенский           |                            | Самойловский район                          | СП Благовещенское мун. обр. Самойловского МР                              |
| 51  | Благодатинский           |                            | Хвалынский район                            | СП Благодатинское мун. обр. Хвалынского МР                                |
| 52  | Бобылевский              |                            | Романовский район                           | СП Бобылевское мун. обр. Романовского МР                                  |
| 53  | Богатовский              |                            | Вольский район                              | СП Широкобуеракское мун. обр. Вольского МР                                |
| 54  | Богородский              |                            | Духовницкий район                           | СП Брыковское мун. обр. Духовницкого МР                                   |
| 55  | Больше-Гусихинский       | Большегусихинский          | Базарно-Карабулакский район                 | СП Липовское мун. обр. Базарно-Карабулакского МР                          |
| 56  | Больше-Осиновский        | Большеосиновский           | Аткарский район                             | СП Ершовское мун. обр. Аткарского МР                                      |
| 57  | Больше-Чечуйский         | Большечечуйский            | Базарно-Карабулакский район                 | СП Большечечуйское мун. обр. Базарно-Карабулакского МР                    |
| 58  | Большедмитриевский       |                            | Лысогорский район                           | СП Большедмитриевское мун. обр., Раздольновское мун. обр. Лысогорского МР |
| 59  | Большеекатериновский     |                            | Аткарский район                             | СП Даниловское мун. обр. Аткарского МР                                    |
| 60  | Большежуравский          |                            | Аркадакский район                           | СП Большежуравское мун. обр. Аркадакского МР                              |
| 61  | Большеивановский         |                            | Татищевский район                           | СП Ягодно-Полянское мун. обр. Татищевского МР                             |
| 62  | Большекаменский          |                            | Татищевский район                           | СП Идолгское мун. обр. Татищевского МР                                    |
| 63  | Большекарайский          |                            | Романовский район                           | СП Большекарайское мун. обр. Романовского МР                              |
| 64  | Большекопенский          |                            | Лысогорский район                           | СП Большекопенское мун. обр. Лысогорского МР                              |
| 65  | Большекушумский          |                            | Балаковский район                           | СП Быково-Отрогское мун. обр. Балаковского МР                             |
| 66  | Большемеликский          |                            | Балашовский район                           | СП Большемеликское мун. обр. Балашовского МР                              |
| 67  | Большеозёрский           |                            | Балтайский район                            | СП Большеозёрское мун. обр. Балтайского МР                                |
| 68  | Большеольшанский         |                            | Калининский район                           | СП Малоекатериновское мун. обр. Калининского МР                           |
| 69  | Большерельненский        |                            | Лысогорский район                           | СП Большерельненское мун. обр. Лысогорского МР                            |
| 70  | Большесакмыковский       |                            | Краснопартизанский район                    | ГП Горновское мун. обр. Краснопартизанского МР                            |
| 71  | Большесодомский          |                            | Базарно-Карабулакский район                 | ГП Свободинское мун. обр. Базарно-Карабулакского МР                       |
| 72  | Большетаволожский        |                            | Пугачёвский район                           | СП Преображенского мун. обр. Пугачёвского МР                              |
| 73  | Большефёдоровский        |                            | Татищевский район                           | СП Ягодно-Полянское мун. обр. Татищевского МР                             |
| 74  | Борисоглебовский         |                            | Фёдоровский район                           | СП Борисоглебовское мун. обр. Фёдоровского МР                             |
| 75  | Бородаевский             |                            | Марксовский район                           | СП Осиновское мун. обр. Марксовского МР                                   |
| 76  | Бороно-Михайловский      |                            | Турковский район                            | СП Студеновское мун. обр. Турковского МР                                  |
| 77  | Боцмановский             |                            | Турковский район                            | СП Студеновское мун. обр. Турковского МР                                  |
| 78  | Брыковский               |                            | Духовницкий район                           | СП Брыковское мун. обр. Духовницкого МР                                   |
| 79  | Букатовский              |                            | Воскресенский район                         | СП Синодское мун. обр. Воскресенского МР                                  |
| 80  | Булгаковский             |                            | Воскресенский район                         | СП Воскресенское мун. обр. Воскресенского МР                              |
| 81  | Бурасский                |                            | Новобурасский район                         | ГП Новобурасское мун. обр. Новобурасского МР                              |
| 82  | Бурный                   |                            | Энгельсский район                           | СП Безымянское мун. обр. Энгельсского МР                                  |
| 83  | Бутурлинский             |                            | Екатериновский район                        | СП Андреевское мун. обр. Екатериновского МР                               |
| 84  | Бутырский                |                            | Лысогорский район                           | СП Бутырское мун. обр. Лысогорского МР                                    |
| 85  | Быковоотрогский          | Быково-Отрогский           | Балаковский район                           | СП Быково-Отрогское мун. обр. Балаковского МР                             |
| 86  | Варфоломеевский          |                            | Александрово-Гайский район                  | СП Александрово-Гайское мун. обр. Александрово-Гайского МР                |
| 87  | Васильевский             |                            | Ершовский район                             | СП Перекопновское мун. обр. Ершовского МР                                 |
| 88  | Васильковский            |                            | Александрово-Гайский район                  | СП Александрово-Гайское мун. обр. Александрово-Гайского МР                |
| 89  | Верхазовский             |                            | Дергачёвский район                          | СП Верхазовское мун. обр. Дергачёвского МР                                |
| 90  | Верхнеерусланский        |                            | Краснокутский район                         | ГП город Красный Кут Краснокутского МР                                    |
| 91  | Верхнекушумский          |                            | Ершовский район                             | СП Новосельское мун. обр. Ершовского МР                                   |
| 92  | Верхнечернавский         |                            | Вольский район                              | СП Верхнечернавское мун. обр. Вольского МР                                |
| 93  | Взлётнинский             | Взлётный                   | Энгельсский район                           | СП Красноярское мун. обр. Энгельсского МР                                 |
| 94  | Владыкинский             |                            | Ртищевский район                            | СП Краснозвездинское мун. обр. Ртищевского МР                             |
| 95  | Водопьяновский           |                            | Марксовский район                           | СП Кировское мун. обр. Марксовского МР                                    |
| 96  | Вознесенский             |                            | Марксовский район                           | СП Липовское мун. обр. Марксовского МР                                    |
| 97  | Возрожденческий          |                            | Хвалынский район                            | СП Благодатинское мун. обр., Возрожденческое мун. обр. Хвалынского МР     |
| 98  | Вольновский              |                            | Саратовский район                           | СП Вольновское мун. обр. Саратовского МР                                  |
| 99  | Воронцовский             |                            | Екатериновский район                        | СП Андреевское мун. обр. Екатериновского МР                               |
| 100 | Воскресенский            |                            | Воскресенский район                         | СП Воскресенское мун. обр. Воскресенского МР                              |
| 101 | Воскресенский            |                            | Фёдоровский район                           | СП Фёдоровское мун. обр. Фёдоровского МР                                  |
| 102 | Воскресенский            |                            | Энгельсский район                           | СП Безымянское мун. обр. Энгельсского МР                                  |
| 103 | Восточный                |                            | Ивантеевский район                          | СП Чернавское мун. обр. Ивантеевского МР                                  |
| 104 | Восточный                |                            | Дергачёвский район                          | СП Восточное мун. обр. Дергачёвского МР                                   |
| 105 | Выдвиженский             |                            | Ртищевский район                            | СП Урусовское мун. обр. Ртищевского МР                                    |
| 106 | Высоковский              |                            | Красноармейский район                       | СП Высоковское мун. обр. Красноармейского МР                              |
| 107 | Вяжлинский               |                            | Аткарский район                             | СП Кочетовское мун. обр. Аткарского МР                                    |
| 108 | Вязовский                |                            | Базарно-Карабулакский район                 | СП Старожуковское мун. обр. Базарно-Карабулакского МР                     |
| 109 | Вязовский                |                            | Екатериновский район                        | СП Сластухинское мун. обр. Екатериновского МР                             |
| 110 | Вязовский                |                            | Татищевский район                           | СП Вязовское мун. обр. Татищевского МР                                    |
| 111 | Вязьминский              |                            | Петровский район                            | СП Синенькое мун. обр. Петровского МР                                     |
| 112 | Галаховский              |                            | Екатериновский район                        | СП Галаховское мун. обр. Екатериновского МР                               |
| 113 | Гвардейский              |                            | Красноармейский район                       | СП Гвардейское мун. обр. Красноармейского МР                              |
| 114 | Генеральский             |                            | Энгельсский район                           | СП Красноярское мун. обр. Энгельсского МР                                 |
| 115 | Георгиевский             |                            | Марксовский район                           | СП Зоркинское мун. обр. Марксовского МР                                   |
| 116 | Головановский            |                            | Балаковский район                           | СП Натальинское мун. обр. Балаковского МР                                 |
| 117 | Головинщенский           |                            | Краснопартизанский район                    | СП Рукопольское мун. обр. Краснопартизанского МР                          |
| 118 | Горный, администрация рп |                            | Краснопартизанский район                    | ГП Горновское мун. обр. Краснопартизанского МР                            |
| 119 | Горькореченский          |                            | Новоузенский район                          | СП Горькореченское мун. обр. Новоузенского МР                             |
| 120 | Горюшинский              |                            | Хвалынский район                            | СП Сосново-Мазинское мун. обр. Хвалынского МР                             |
| 121 | Горяиновский             |                            | Духовницкий район                           | СП Горяйновское мун. обр. Духовницкого МР                                 |
| 122 | Грачёво-Кустовский       |                            | Перелюбский район                           | СП Грачёво-Кустовское мун. обр. Перелюбского МР                           |
| 123 | Грачёвский               |                            | Петровский район                            | СП Грачёвское мун. обр. Петровского МР                                    |
| 124 | Грачёвский               |                            | Аркадакский район                           | СП Росташовское мун. обр. Аркадакского МР                                 |
| 125 | Гремячинский             |                            | Лысогорский район                           | СП Гремячинское мун. обр. Лысогорского МР                                 |
| 126 | Гремячинский             |                            | Новобурасский район                         | ГП Новобурасское мун. обр. Новобурасского МР                              |
| 127 | Григорьевский            |                            | Духовницкий район                           | СП Брыковское мун. обр. Духовницкого МР                                   |
| 128 | Давыдовский              |                            | Пугачёвский район                           | СП Давыдовское мун. обр. Пугачёвского МР                                  |
| 129 | Дальненский              |                            | Краснопартизанский район                    | ГП Горновское мун. обр. Краснопартизанского МР                            |
| 130 | Данилкинский             |                            | Балашовский район                           | СП Терновское мун. обр. Балашовского МР                                   |
| 131 | Даниловский              |                            | Аткарский район                             | СП Даниловское мун. обр. Аткарского МР                                    |
| 132 | Двоенский                |                            | Лысогорский район                           | СП Большедмитриевское мун. обр. Лысогорского МР                           |
| 133 | Декабристский            |                            | Ершовский район                             | СП Декабристское мун. обр. Ершовского МР                                  |
| 134 | Демьясский               |                            | Дергачёвский район                          | СП Демьясское мун. обр. Дергачёвского МР                                  |
| 135 | Дергачёвский             |                            | Дергачёвский район                          | ГП Дергачёвское мун. обр. Дергачёвского МР                                |
| 136 | Дивовский                |                            | Калининский район                           | СП Озёрское мун. обр. Калининского МР                                     |
| 137 | Динамовский              |                            | Новобурасский район                         | ГП Новобурасское мун. обр. Новобурасского МР                              |
| 138 | Дмитриевский             |                            | Духовницкий район                           | СП Дмитриевское мун. обр. Духовницкого МР                                 |
| 139 | Дмитриевский             |                            | Ершовский район                             | СП Новосельское мун. обр. Ершовского МР                                   |
| 140 | Дмитриевский             |                            | Новоузенский район                          | СП Дмитриевское мун. обр. Новоузенского МР                                |
| 141 | Дмитриевский             |                            | Турковский район                            | СП Студеновское мун. обр. Турковского МР                                  |
| 142 | Долинский                |                            | Фёдоровский район                           | СП Долинское мун. обр. Фёдоровского МР                                    |
| 143 | Донгузский               |                            | Балтайский район                            | СП Царевщинское мун. обр. Балтайского МР                                  |
| 144 | Дубковский               |                            | Саратовский район                           | СП Дубковское мун. обр. Саратовского МР                                   |
| 145 | Дубовский                |                            | Красноармейский район                       | СП Золотовское мун. обр. Красноармейского МР                              |
| 146 | Дьяковский               |                            | Краснокутский район                         | СП Дьяковское мун. обр. Краснокутского МР                                 |
| 147 | Дюрский                  |                            | Новоузенский район                          | СП Дюрское мун. обр. Новоузенского МР                                     |
| 148 | Еланский                 |                            | Ртищевский район                            | СП Салтыковское мун. обр. Ртищевского МР                                  |
| 149 | Еланский                 |                            | Балаковский район                           | СП Быково-Отрогское мун. обр. Балаковского МР                             |
| 150 | Елизаветинский           |                            | Аткарский район                             | СП Кочетовское мун. обр. Аткарского МР                                    |
| 151 | Еловатский               |                            | Самойловский район                          | СП Еловатское мун. обр. Самойловского МР                                  |
| 152 | Елховский                |                            | Вольский район                              | СП Куриловское мун. обр. Вольского МР                                     |
| 153 | Елшанский                |                            | Новобурасский район                         | ГП Новобурасское мун. обр. Новобурасского МР                              |
| 154 | Елшанский                |                            | Хвалынский район                            | СП Елшанское мун. обр. Хвалынского МР                                     |
| 155 | Елшанский                |                            | Воскресенский район                         | СП Елшанское мун. обр. Воскресенского МР                                  |
| 156 | Емельяновский            |                            | Краснопартизанский район                    | ГП Горновское мун. обр. Краснопартизанского МР                            |
| 157 | Ерусланский              |                            | Фёдоровский район                           | СП Долинское мун. обр., Ерусланское мун. обр. Фёдоровского МР             |
| 158 | Ершовский                |                            | Аткарский район                             | СП Ершовское мун. обр. Аткарского МР                                      |
| 159 | Ерышевский               |                            | Ртищевский район                            | СП Шило-Голицынское мун. обр. Ртищевского МР                              |
| 160 | Жадовский                |                            | Дергачёвский район                          | СП Камышевское мун. обр. Дергачёвского МР                                 |
| 161 | Ждановский               |                            | Краснокутский район                         | СП Ждановское мун. обр., Лебедёвское мун. обр. Краснокутского МР          |
| 162 | Железнодорожный          |                            | Татищевский район                           | СП Сторожевское мун. обр. Татищевского МР                                 |
| 163 | Жестянский               |                            | Пугачёвский район                           | СП Клиноцовское мун. обр. Пугачёвского МР                                 |
| 164 | Журавлёвский             |                            | Краснокутский район                         | СП Журавлёвское мун. обр. Краснокутского МР                               |
| 165 | Заволжский               |                            | Озинский район                              | СП Заволжское мун. обр. Озинского МР                                      |
| 166 | Заволжский               |                            | Пугачёвский район                           | СП Заволжское мун. обр. Пугачёвского МР                                   |
| 167 | Залесянский              |                            | Самойловский район                          | ГП Самойловское мун. обр. Самойловского МР                                |
| 168 | Зареченский              |                            | Балашовский район                           | СП Репинское мун. обр. Балашовского МР                                    |
| 169 | Заречный                 |                            | Татищевский район                           | СП Октябрьское мун. обр. Татищевского МР                                  |
| 170 | Звонарёвский             |                            | Марксовский район                           | СП Приволжское мун. обр. Марксовского МР                                  |
| 171 | Зеленодольский           |                            | Энгельсский район                           | СП Безымянское мун. обр. Энгельсского МР                                  |
| 172 | Земляно-Хуторской        |                            | Аткарский район                             | СП Лопуховское мун. обр. Аткарского МР                                    |
| 173 | Зерновский               |                            | Дергачёвский район                          | СП Зерновское мун. обр. Дергачёвского МР                                  |
| 174 | Знаменский               |                            | Ивантеевский район                          | СП Знаменское мун. обр. Ивантеевского МР                                  |
| 175 | Золотовский              |                            | Красноармейский район                       | СП Золотовское мун. обр. Красноармейского МР                              |
| 176 | Золотостепский           |                            | Советский район                             | СП Золотостепское мун. обр. Советского МР                                 |
| 177 | Зоркинский               |                            | Марксовский район                           | СП Зоркинское мун. обр. Марксовского МР                                   |
| 178 | Ивановский               |                            | Хвалынский район                            | ГП город Хвалынск Хвалынского МР                                          |
| 179 | Ивановский               |                            | Балаковский район / город обл. зн. Балаково | СП Быково-Отрогское мун. обр. Балаковского МР                             |
| 180 | Ивановский               |                            | Саратовский район                           | СП Александровское мун. обр., Михайловское мун. обр. Саратовского МР      |
| 181 | Ивановский               |                            | Екатериновский район                        | СП Бакурское мун. обр. Екатериновского МР                                 |
| 182 | Ивановский               |                            | Базарно-Карабулакский район                 | СП Алексеевское мун. обр. Базарно-Карабулакского МР                       |
| 183 | Ивановский               |                            | Ивантеевский район                          | СП Ивановское мун. обр. Ивантеевского МР                                  |
| 184 | Ивановский               |                            | Аркадакский район                           | СП Львовское мун. обр. Аркадакского МР                                    |
| 185 | Ивантеевский             |                            | Ивантеевский район                          | СП Ивантеевское мун. обр. Ивантеевского МР                                |
| 186 | Идолгский                |                            | Татищевский район                           | СП Идолгское мун. обр. Татищевского МР                                    |
| 187 | Индустриальный           |                            | Екатериновский район                        | СП Индустриальное мун. обр. Екатериновского МР                            |
| 188 | Инясевский               |                            | Романовский район                           | СП Подгорненское мун. обр. Романовского МР                                |
| 189 | Ириновский               |                            | Новобурасский район                         | СП Тёпловское мун. обр. Новобурасского МР                                 |
| 190 | Искровский               |                            | Александрово-Гайский район                  | СП Александрово-Гайское мун. обр. Александрово-Гайского МР                |
| 191 | Казанлинский             |                            | Базарно-Карабулакский район                 | ГП Свободинское мун. обр. Базарно-Карабулакского МР                       |
| 192 | Казачкинский             |                            | Калининский район                           | СП Казачкинское мун. обр. Калининского МР                                 |
| 193 | Калдинский               |                            | Фёдоровский район                           | СП Семёновское мун. обр. Фёдоровского МР                                  |
| 194 | Калининский              |                            | Марксовский район                           | СП Кировское мун. обр. Марксовского МР                                    |
| 195 | Калмантайский            |                            | Вольский район                              | СП Черкасское мун. обр. Вольского МР                                      |
| 196 | Калужский                |                            | Фёдоровский район                           | СП Ерусланское мун. обр., Калужское мун. обр. Фёдоровского МР             |
| 197 | Камеликский              |                            | Пугачёвский район                           | СП Старопорубёжское мун. обр. Пугачёвского МР                             |
| 198 | Каменский                |                            | Ртищевский район                            | СП Салтыковское мун. обр. Ртищевского МР                                  |
| 199 | Каменский                |                            | Красноармейский район                       | ГП Каменское мун. обр. Красноармейского МР                                |
| 200 | Каменский                |                            | Пугачёвский район                           | СП Заволжское мун. обр. Пугачёвского МР                                   |
| 201 | Каменский                |                            | Марксовский район                           | СП Осиновское мун. обр. Марксовского МР                                   |
| 202 | Каменский                |                            | Самойловский район                          | СП Песчанское мун. обр. Самойловского МР                                  |
| 203 | Каменский                |                            | Турковский район                            | СП Рязанское мун. обр., Студеновское мун. обр. Турковского МР             |
| 204 | Камышевский              |                            | Дергачёвский район                          | СП Камышевское мун. обр. Дергачёвского МР                                 |
| 205 | Камышковский             |                            | Александрово-Гайский район                  | СП Александрово-Гайское мун. обр. Александрово-Гайского МР                |
| 206 | Канаевский               |                            | Ивантеевский район                          | СП Канаевское мун. обр. Ивантеевского МР                                  |
| 207 | Караманский              |                            | Марксовский район                           | СП Подлесновское мун. обр. Марксовского МР                                |
| 208 | Карамышский              |                            | Красноармейский район                       | СП Карамышское мун. обр. Красноармейского МР                              |
| 209 | Карамышский              |                            | Татищевский район                           | СП Октябрьское мун. обр. Татищевского МР                                  |
| 210 | Карловский               |                            | Пугачёвский район                           | СП Рахмановское мун. обр. Пугачёвского МР                                 |
| 211 | Карпёнский               |                            | Краснокутский район                         | СП Лебедёвское мун. обр. Краснокутского МР                                |
| 212 | Квасниковский            |                            | Энгельсский район / город обл. зн. Энгельс  | ГП город Энгельс Энгельсского МР                                          |
| 213 | Кипецкий                 |                            | Екатериновский район                        | СП Кипецкое мун. обр., Новосёловское мун. обр. Екатериновского МР         |
| 214 | Кировский                |                            | Энгельсский район                           | СП Безымянское мун. обр. Энгельсского МР                                  |
| 215 | Кировский                |                            | Краснокутский район                         | СП Усатовское мун. обр. Краснокутского МР                                 |
| 216 | Кировский                |                            | Марксовский район                           | СП Кировское мун. обр. Марксовского МР                                    |
| 217 | Кистендейский            |                            | Аркадакский район                           | СП Краснознаменское мун. обр. Аркадакского МР                             |
| 218 | Клевенский               |                            | Ивантеевский район                          | СП Канаевское мун. обр. Ивантеевского МР                                  |
| 219 | Кленовский               |                            | Вольский район                              | ГП город Вольск Вольского МР                                              |
| 220 | Клещевский               |                            | Саратовский район                           | СП Дубковское мун. обр. Саратовского МР                                   |
| 221 | Клинцовский              |                            | Пугачёвский район                           | СП Клиноцовское мун. обр. Пугачёвского МР                                 |
| 222 | Ключевский               |                            | Вольский район                              | ГП Сенное мун. обр. Вольского МР                                          |
| 223 | Ключевский               |                            | Красноармейский район                       | СП Карамышское мун. обр. Красноармейского МР                              |
| 224 | Ключевский               |                            | Лысогорский район                           | СП Гремячинское мун. обр. Лысогорского МР                                 |
| 225 | Ключевский               |                            | Базарно-Карабулакский район                 | СП Максимовское мун. обр. Базарно-Карабулакского МР                       |
| 226 | Кожевинский              |                            | Петровский район                            | СП Берёзовское мун. обр. Петровского МР                                   |
| 227 | Козловский               |                            | Питерский район                             | СП Новотульское мун. обр. Питерского МР                                   |
| 228 | Коленовский              |                            | Екатериновский район                        | СП Коленовское мун. обр. Екатериновского МР                               |
| 229 | Колкинский               |                            | Петровский район                            | СП Пригородное мун. обр. Петровского МР                                   |
| 230 | Колокольцовский          |                            | Калининский район                           | СП Колокольцовское мун. обр. Калининского МР                              |
| 231 | Колосовский              |                            | Марксовский район                           | СП Зоркинское мун. обр. Марксовского МР                                   |
| 232 | Колоярский               |                            | Вольский район                              | СП Колоярское мун. обр. Вольского МР                                      |
| 233 | Комаровский              |                            | Екатериновский район                        | СП Бакурское мун. обр. Екатериновского МР                                 |
| 234 | Коминтерновский          |                            | Энгельсский район                           | СП Новопушкинское мун. обр. Энгельсского МР                               |
| 235 | Комсомольский            |                            | Балаковский район                           | СП Быково-Отрогское мун. обр. Балаковского МР                             |
| 236 | Комсомольский            |                            | Краснокутский район                         | СП Комсомольское мун. обр. Краснокутского МР                              |
| 237 | Кормёжский               |                            | Балаковский район                           | СП Быково-Отрогское мун. обр. Балаковского МР                             |
| 238 | Корнеевский              |                            | Краснопартизанский район                    | СП Рукопольское мун. обр. Краснопартизанского МР                          |
| 239 | Котоврасинский           |                            | Балашовский район                           | СП Большемеликское мун. обр. Балашовского МР                              |
| 240 | Кочетновский             |                            | Ровенский район                             | СП Кочетновское мун. обр. Ровенского МР                                   |
| 241 | Кочетовский              |                            | Аткарский район                             | СП Кочетовское мун. обр. Аткарского МР                                    |
| 242 | Красавский               |                            | Самойловский район                          | СП Красавское мун. обр. Самойловского МР                                  |
| 243 | Красноармейский          |                            | Перелюбский район                           | СП Натальиноярское мун. обр. Перелюбского МР                              |
| 244 | Красноармейский          |                            | Калининский район                           | СП Свердловское мун. обр. Калининского МР                                 |
| 245 | Краснобойцовский         |                            | Ершовский район                             | СП Марьевское мун. обр. Ершовского МР                                     |
| 246 | Краснозвездинский        |                            | Ртищевский район                            | СП Краснозвездинское мун. обр. Ртищевского МР                             |
| 247 | Краснознаменский         |                            | Аркадакский район                           | СП Краснознаменское мун. обр. Аркадакского МР                             |
| 248 | Краснознаменский         |                            | Самойловский район                          | СП Краснознаменское мун. обр. Самойловского МР                            |
| 249 | Краснокудрявский         |                            | Балашовский район                           | СП Тростянское мун. обр. Балашовского МР                                  |
| 250 | Краснолиманский          |                            | Романовский район                           | ГП Романовское мун. обр. Романовского МР                                  |
| 251 | Красноозёрный            |                            | Дергачёвский район                          | СП Октябрьское мун. обр. Дергачёвского МР                                 |
| 252 | Краснооктябрьский        |                            | Саратовский район                           | ГП Краснооктябрьское мун. обр. Саратовского МР                            |
| 253 | Краснооктябрьский        |                            | Краснокутский район                         | СП Интернациональное мун. обр. Краснокутского МР                          |
| 254 | Краснореченский          |                            | Пугачёвский район                           | СП Краснореченское мун. обр. Пугачёвского МР                              |
| 255 | Красноярский             |                            | Энгельсский район                           | СП Красноярское мун. обр. Энгельсского МР                                 |
| 256 | Красноярский             |                            | Балаковский район                           | СП Быково-Отрогское мун. обр. Балаковского МР                             |
| 257 | Красный Текстильщик      |                            | Саратовский район                           | СП Багаевское мун. обр., Красный Текстильщик Саратовского МР              |
| 258 | Краснянский              |                            | Ершовский район                             | СП Перекопновское мун. обр. Ершовского МР                                 |
| 259 | Кривоярский              |                            | Ровенский район                             | СП Кривоярское мун. обр. Ровенского МР                                    |
| 260 | Крутецкий                |                            | Ртищевский район                            | СП Салтыковское мун. обр. Ртищевского МР                                  |
| 261 | Крутоярский              |                            | Екатериновский район                        | СП Крутоярское мун. обр. Екатериновского МР                               |
| 262 | Кручинский               |                            | Екатериновский район                        | СП Бакурское мун. обр. Екатериновского МР                                 |
| 263 | Кряжимский               |                            | Вольский район                              | СП Кряжимское мун. обр. Вольского МР                                      |
| 264 | Куликовский              |                            | Вольский район                              | СП Талалихинское мун. обр. Вольского МР                                   |
| 265 | Куликовский              |                            | Татищевский район                           | СП Октябрьское мун. обр. Татищевского МР                                  |
| 266 | Культурский              |                            | Советский район                             | ГП Пушкинское мун. обр. Советского МР                                     |
| 267 | Курганский               |                            | Ртищевский район                            | СП Урусовское мун. обр. Ртищевского МР                                    |
| 268 | Курдюмский               |                            | Татищевский район                           | СП Сторожевское мун. обр. Татищевского МР                                 |
| 269 | Куриловский              |                            | Новоузенский район                          | СП Куриловское мун. обр. Новоузенского МР                                 |
| 270 | Куриловский              |                            | Вольский район                              | СП Куриловское мун. обр. Вольского МР                                     |
| 271 | Кутьинский               |                            | Новобурасский район                         | СП Белоярское мун. обр. Новобурасского МР                                 |
| 272 | Кучумбетовский           |                            | Перелюбский район                           | СП Кучумбетовское мун. обр. Перелюбского МР                               |
| 273 | Кушумский                |                            | Ершовский район                             | СП Новосельское мун. обр. Ершовского МР                                   |
| 274 | Лавровский               |                            | Краснокутский район                         | СП Лавровское мун. обр. Краснокутского МР                                 |
| 275 | Лебедёвский              |                            | Краснокутский район                         | СП Лебедёвское мун. обр. Краснокутского МР                                |
| 276 | Лебедевский              |                            | Энгельсский район                           | СП Новопушкинское мун. обр. Энгельсского МР                               |
| 277 | Левенский                |                            | Духовницкий район                           | СП Липовское мун. обр. Духовницкого МР                                    |
| 278 | Леляевский               |                            | Новобурасский район                         | СП Белоярское мун. обр. Новобурасского МР                                 |
| 279 | Ленинский                |                            | Энгельсский район                           | СП Красноярское мун. обр., Новопушкинское мун. обр. Энгельсского МР       |
| 280 | Ленинский                |                            | Озинский район                              | СП Ленинское мун. обр. Озинского МР                                       |
| 281 | Лепёхинский              |                            | Краснокутский район                         | СП Чкаловское мун. обр. Краснокутского МР                                 |
| 282 | Лесновский               |                            | Балашовский район                           | СП Лесновское мун. обр. Балашовского МР                                   |
| 283 | Липовский                |                            | Озинский район                              | СП Липовское мун. обр. Озинского МР                                       |
| 284 | Липовский                |                            | Духовницкий район                           | СП Липовское мун. обр. Духовницкого МР                                    |
| 285 | Липовский                |                            | Марксовский район                           | СП Липовское мун. обр. Марксовского МР                                    |
| 286 | Липовский                |                            | Базарно-Карабулакский район                 | СП Липовское мун. обр. Базарно-Карабулакского МР                          |
| 287 | Липовский                |                            | Энгельсский район                           | СП Красноярское мун. обр. Энгельсского МР                                 |
| 288 | Лобковский               |                            | Ершовский район                             | СП Новосельское мун. обр. Ершовского МР                                   |
| 289 | Логиновский              |                            | Краснокутский район                         | СП Логиновское мун. обр. Краснокутского МР                                |
| 290 | Лопатинский              |                            | Ртищевский район                            | СП Краснозвездинское мун. обр. Ртищевского МР                             |
| 291 | Лопуховский              |                            | Аткарский район                             | СП Лопуховское мун. обр. Аткарского МР                                    |
| 292 | Лоховский                |                            | Новобурасский район                         | ГП Новобурасское мун. обр. Новобурасского МР                              |
| 293 | Луганский                |                            | Красноармейский район                       | СП Луганское мун. обр. Красноармейского МР                                |
| 294 | Луговской                |                            | Ровенский район                             | СП Луговское мун. обр. Ровенского МР                                      |
| 295 | Лунинский                |                            | Турковский район                            | СП Рязанское мун. обр. Турковского МР                                     |
| 296 | Львовский                |                            | Аркадакский район                           | СП Львовское мун. обр. Аркадакского МР                                    |
| 297 | Любимовский              |                            | Советский район                             | СП Любимовское мун. обр. Советского МР                                    |
| 298 | Мавринский               |                            | Пугачёвский район                           | СП Надеждинское мун. обр. Пугачёвского МР                                 |
| 299 | Майский                  |                            | Самойловский район                          | СП Хрущёвское мун. обр. Самойловского МР                                  |
| 300 | Макаровский              |                            | Ртищевский район                            | СП Макаровское мун. обр. Ртищевского МР                                   |
| 301 | Максимовский             |                            | Базарно-Карабулакский район                 | СП Максимовское мун. обр. Базарно-Карабулакского МР                       |
| 302 | Малиновский              |                            | Ртищевский район                            | СП Шило-Голицынское мун. обр. Ртищевского МР                              |
| 303 | Малиновский              |                            | Аркадакский район                           | СП Малиновское мун. обр. Аркадакского МР                                  |
| 304 | Мало-Копёнский           | Малокопёнский              | Аткарский район                             | СП Даниловское мун. обр., Лопуховское мун. обр. Аткарского МР             |
| 305 | Малобыковский            |                            | Балаковский район                           | СП Быково-Отрогское мун. обр. Балаковского МР                             |
| 306 | Малоекатериновский       |                            | Калининский район                           | СП Малоекатериновское мун. обр. Калининского МР                           |
| 307 | Малокаменский            |                            | Новобурасский район                         | ГП Новобурасское мун. обр. Новобурасского МР                              |
| 308 | Маломеликский            |                            | Балашовский район                           | СП Большемеликское мун. обр. Балашовского МР                              |
| 309 | Малоозёрский             |                            | Новобурасский район                         | СП Белоярское мун. обр. Новобурасского МР                                 |
| 310 | Малоперекопновский       |                            | Балаковский район                           | СП Быково-Отрогское мун. обр. Балаковского МР                             |
| 311 | Малосемёновский          |                            | Балашовский район                           | СП Малосемёновское мун. обр. Балашовского МР                              |
| 312 | Малоузенский             |                            | Питерский район                             | СП Малоузенское мун. обр. Питерского МР                                   |
| 313 | Малощербединский         |                            | Романовский район                           | СП Усть-Щербединское мун. обр. Романовского МР                            |
| 314 | Марфинский               |                            | Аткарский район                             | СП Ершовское мун. обр. Аткарского МР                                      |
| 315 | Марьевский               |                            | Ершовский район                             | СП Марьевское мун. обр. Ершовского МР                                     |
| 316 | Марьинский               |                            | Турковский район                            | СП Рязанское мун. обр. Турковского МР                                     |
| 317 | Матвеевский              |                            | Балаковский район                           | СП Натальинское мун. обр. Балаковского МР                                 |
| 318 | Маянгский                |                            | Балаковский район                           | СП Быково-Отрогское мун. обр. Балаковского МР                             |
| 319 | Медяниковский            |                            | Воскресенский район                         | СП Синодское мун. обр. Воскресенского МР                                  |
| 320 | Междуреченский           |                            | Вольский район                              | СП Междуреченское мун. обр. Вольского МР                                  |
| 321 | Меловской                |                            | Красноармейский район                       | ГП Каменское мун. обр. Красноармейского МР                                |
| 322 | Мечетненский             |                            | Советский район                             | СП Мечетненское мун. обр. Советского МР                                   |
| 323 | Мещеряковский            |                            | Аркадакский район                           | СП Краснознаменское мун. обр. Аркадакского МР                             |
| 324 | Мизино-Лапшиновский      |                            | Татищевский район                           | СП Вязовское мун. обр. Татищевского МР                                    |
| 325 | Милорадовский            |                            | Краснопартизанский район                    | СП Рукопольское мун. обр. Краснопартизанского МР                          |
| 326 | Мирный                   |                            | Дергачёвский район                          | СП Зерновское мун. обр. Дергачёвского МР                                  |
| 327 | Мироновский              |                            | Питерский район                             | СП Мироновское мун. обр. Питерского МР                                    |
| 328 | Миусский                 |                            | Ершовский район                             | СП Миусское мун. обр. Ершовского МР                                       |
| 329 | Михайловский             |                            | Марксовский район                           | СП Зоркинское мун. обр. Марксовского МР                                   |
| 330 | Михайловский             |                            | Саратовский район                           | СП Михайловское мун. обр. Саратовского МР                                 |
| 331 | Михайловский             |                            | Калининский район                           | СП Таловское мун. обр. Калининского МР                                    |
| 332 | Мокроусский              |                            | Фёдоровский район                           | ГП Мокроусское мун. обр. Фёдоровского МР                                  |
| 333 | Молодёжный               |                            | Перелюбский район                           | СП Молодёжное мун. обр. Перелюбского МР                                   |
| 334 | Монастырский             |                            | Калининский район                           | СП Симоновское мун. обр. Калининского МР                                  |
| 335 | Мордовинский             |                            | Красноармейский район                       | ГП город Красноармейск Красноармейского МР                                |
| 336 | Мордовокарайский         | Мордово-Карайский          | Романовский район                           | СП Мордовокарайское мун. обр. Романовского МР                             |
| 337 | Морцевский               |                            | Фёдоровский район                           | СП Морцевское мун обр. Фёдоровского МР                                    |
| 338 | Моршанский               |                            | Питерский район                             | СП Мироновское мун. обр. Питерского МР                                    |
| 339 | Моховской                |                            | Ершовский район                             | СП Новорепинское мун. обр. Ершовского МР                                  |
| 340 | Мунинский                |                            | Фёдоровский район                           | СП Мунинское мун. обр. Фёдоровского МР                                    |
| 341 | Надеждинский             |                            | Пугачёвский район                           | СП Надеждинское мун. обр. Пугачёвского МР                                 |
| 342 | Наливнянский             |                            | Советский район                             | ГП Пушкинское мун. обр. Советского МР                                     |
| 343 | Натальинский             |                            | Балаковский район                           | СП Натальинское мун. обр. Балаковского МР                                 |
| 344 | Наумовский               |                            | Балаковский район                           | СП Быково-Отрогское мун. обр. Балаковского МР                             |
| 345 | Невежкинский             |                            | Лысогорский район                           | СП Большекопенское мун. обр. Лысогорского МР                              |
| 346 | Некрасовский             |                            | Красноармейский район                       | СП Сплавнухинское мун. обр. Красноармейского МР                           |
| 347 | Непряхинский             |                            | Озинский район                              | ГП Озинское мун. обр. Озинского МР                                        |
| 348 | Нивский                  |                            | Питерский район                             | СП Нивское мун. обр. Питерского МР                                        |
| 349 | Нижне-Покровский         | Нижнепокровский            | Перелюбский район                           | СП Нижнепокровское мун. обр. Перелюбского МР                              |
| 350 | Нижнебанновский          |                            | Красноармейский район                       | СП Нижнебанновское мун. обр. Красноармейского МР                          |
| 351 | Нижнечернавский          |                            | Вольский район                              | СП Нижнечернавское мун. обр. Вольского МР                                 |
| 352 | Низовский                |                            | Самойловский район                          | СП Красавское мун. обр. Самойловского МР                                  |
| 353 | Николаевский             |                            | Ивантеевский район                          | СП Николаевское мун. обр. Ивантеевского МР                                |
| 354 | Николаевский             |                            | Фёдоровский район                           | СП Семёновское мун. обр. Фёдоровского МР                                  |
| 355 | Николаевский             |                            | Самойловский район                          | СП Краснознаменское мун. обр. Самойловского МР                            |
| 356 | Николаевский             |                            | Вольский район                              | СП Кряжимское мун. обр. Вольского МР                                      |
| 357 | Николевский              |                            | Балаковский район                           | СП Натальинское мун. обр. Балаковского МР                                 |
| 358 | Никольский               |                            | Фёдоровский район                           | СП Никольское мун. обр. Фёдоровского МР                                   |
| 359 | Никольский               |                            | Духовницкий район                           | СП Брыковское мун. обр. Духовницкого МР                                   |
| 360 | Никольско-Казаковский    |                            | Балаковский район                           | СП Быково-Отрогское мун. обр. Балаковского МР                             |
| 361 | Ново-Алексеевский        | Новоалексеевский           | Воскресенский район                         | СП Воскресенское мун. обр. Воскресенского МР                              |
| 362 | Новоалександровский      |                            | Александрово-Гайский район                  | СП Новоалександровское мун. обр. Александрово-Гайского МР                 |
| 363 | Новобурасский            |                            | Новобурасский район                         | ГП Новобурасское мун. обр. Новобурасского МР                              |
| 364 | Нововыселкский           |                            | Калининский район                           | СП Сергиевское мун. обр. Калининского МР                                  |
| 365 | Новодубровский           |                            | Петровский район                            | СП Синенькое мун. обр. Петровского МР                                     |
| 366 | Новоелюзанский           |                            | Балаковский район                           | СП Быково-Отрогское мун. обр. Балаковского МР                             |
| 367 | Новозахаркинский         |                            | Петровский район                            | СП Новозахаркинское мун. обр. Петровского МР                              |
| 368 | Новозахаркинский         |                            | Духовницкий район                           | СП Новозахаркинское мун. обр. Духовницкого МР                             |
| 369 | Новоивановский           |                            | Калининский район                           | СП Симоновское мун. обр. Калининского МР                                  |
| 370 | Новокрасавский           |                            | Лысогорский район                           | СП Новокрасавское мун. обр. Лысогорского МР                               |
| 371 | Новокраснянский          |                            | Ершовский район                             | СП Новокраснянское мун. обр. Ершовского МР                                |
| 372 | Новониколаевский         | до 1999: Ново-Николаевский | Балаковский район                           | СП Натальинское мун. обр. Балаковского МР                                 |
| 373 | Новониколевский          | Ново-Николевский           | Балаковский район                           | СП Натальинское мун. обр. Балаковского МР                                 |
| 374 | Новопокровский           |                            | Балашовский район                           | СП Новопокровское мун. обр. Балашовского МР                               |
| 375 | Новополеводинский        |                            | Балаковский район                           | СП Быково-Отрогское мун. обр. Балаковского МР                             |
| 376 | Новопорубёжский          |                            | Пугачёвский район                           | СП Рахмановское мун. обр. Пугачёвского МР                                 |
| 377 | Новорепинский            |                            | Ершовский район                             | СП Новорепинское мун. обр. Ершовского МР                                  |
| 378 | Новореченский            |                            | Питерский район                             | СП Мироновское мун. обр. Питерского МР                                    |
| 379 | Новоросляевский          |                            | Дергачёвский район                          | СП Демьясское мун. обр. Дергачёвского МР                                  |
| 380 | Новосёловский            |                            | Екатериновский район                        | СП Новосёловское мун. обр. Екатериновского МР                             |
| 381 | Новосельский             |                            | Аркадакский район                           | СП Росташовское мун. обр. Аркадакского МР                                 |
| 382 | Новосельский             |                            | Ершовский район                             | СП Новосельское мун. обр. Ершовского МР                                   |
| 383 | Новостепновский          |                            | Александрово-Гайский район                  | СП Александрово-Гайское мун. обр. Александрово-Гайского МР                |
| 384 | Новотульский             |                            | Питерский район                             | СП Новотульское мун. обр. Питерского МР                                   |
| 385 | Новоустьузинский         |                            | Петровский район                            | СП Берёзовское мун. обр. Петровского МР                                   |
| 386 | Новочерниговский         |                            | Озинский район                              | СП Первоцелинное мун. обр. Озинского МР                                   |
| 387 | Ножкинский               |                            | Петровский район                            | СП Синенькое мун. обр. Петровского МР                                     |
| 388 | Озёрный                  |                            | Аткарский район                             | СП Озёрное мун. обр. Аткарского МР                                        |
| 389 | Озёрский                 |                            | Духовницкий район                           | СП Дмитриевское мун. обр. Духовницкого МР                                 |
| 390 | Озёрский                 |                            | Озинский район                              | СП Озёрское мун. обр. Озинского МР                                        |
| 391 | Озёрский                 |                            | Калининский район                           | СП Озёрское мун. обр. Калининского МР                                     |
| 392 | Озерский                 |                            | Петровский район                            | СП Новозахаркинское мун. обр. Петровского МР                              |
| 393 | Озинский                 |                            | Озинский район                              | ГП Озинское мун. обр. Озинского МР                                        |
| 394 | Октябрьский              |                            | Перелюбский район                           | СП Октябрьское мун. обр. Перелюбского МР                                  |
| 395 | Октябрьский              |                            | Балашовский район                           | СП Октябрьское мун. обр. Балашовского МР                                  |
| 396 | Октябрьский              |                            | Лысогорский район                           | СП Октябрьское мун. обр. Лысогорского МР                                  |
| 397 | Октябрьский              |                            | Энгельсский район                           | СП Новопушкинское мун. обр. Энгельсского МР                               |
| 398 | Октябрьский              |                            | Дергачёвский район                          | СП Октябрьское мун. обр. Дергачёвского МР                                 |
| 399 | Октябрьский              |                            | Татищевский район                           | СП Октябрьское мун. обр. Татищевского МР                                  |
| 400 | Октябрьский              |                            | Ртищевский район                            | СП Октябрьское мун. обр., Шило-Голицынское мун. обр. Ртищевского МР       |
| 401 | Октябрьский              |                            | Краснопартизанский район                    | СП Рукопольское мун. обр. Краснопартизанского МР                          |
| 402 | Олоновский               |                            | Новоузенский район                          | СП Олоновское мун. обр. Новоузенского МР                                  |
| 403 | Ольшанский               |                            | Аркадакский район                           | СП Малиновское мун. обр. Аркадакского МР                                  |
| 404 | Оркинский                |                            | Петровский район                            | СП Новозахаркинское мун. обр. Петровского МР                              |
| 405 | Орлово-Гайский           |                            | Ершовский район                             | СП Новорепинское мун. обр. Ершовского МР                                  |
| 406 | Орловский                |                            | Марксовский район                           | СП Подлесновское мун. обр. Марксовского МР                                |
| 407 | Орловский                |                            | Калининский район                           | СП Таловское мун. обр. Калининского МР                                    |
| 408 | Орошаемый                |                            | Дергачёвский район                          | СП Орошаемое мун. обр. Дергачёвского МР                                   |
| 409 | Орошаемый                |                            | Питерский район                             | СП Орошаемое мун. обр. Питерского МР                                      |
| 410 | Осиново-Гайский          |                            | Ершовский район                             | СП Новорепинское мун. обр. Ершовского МР                                  |
| 411 | Осиновский               |                            | Марксовский район                           | СП Осиновское мун. обр. Марксовского МР                                   |
| 412 | Осиновский               |                            | Романовский район                           | СП Бобылевское мун. обр. Романовского МР                                  |
| 413 | Павловский               |                            | Марксовский район                           | СП Кировское мун. обр., Приволжское мун. обр. Марксовского МР             |
| 414 | Падовский                |                            | Балашовский район                           | СП Октябрьское мун. обр. Балашовского МР                                  |
| 415 | Паницкий                 |                            | Красноармейский район                       | СП Луганское мун. обр.Красноармейского МР                                 |
| 416 | Первоберёзовский         |                            | Петровский район                            | СП Пригородное мун. обр. Петровского МР                                   |
| 417 | Первомайский             |                            | Балашовский район                           | СП Первомайское мун. обр. Балашовского МР                                 |
| 418 | Первомайский             |                            | Фёдоровский район                           | СП Первомайское мун. обр. Фёдоровского МР                                 |
| 419 | Первомайский             |                            | Дергачёвский район                          | СП Камышевское мун. обр. Дергачёвского МР                                 |
| 420 | Первомайский             |                            | Ровенский район                             | СП Первомайское мун. обр. Ровенского МР                                   |
| 421 | Первомайский             |                            | Ртищевский район                            | СП Салтыковское мун. обр. Ртищевского МР                                  |
| 422 | Первомайский             |                            | Перелюбский район                           | СП Первомайское мун. обр. Перелюбского МР                                 |
| 423 | Первомайский             |                            | Краснокутский район                         | СП Первомайское мун. обр. Краснокутского МР                               |
| 424 | Первоцелинный            |                            | Озинский район                              | СП Первоцелинное мун. обр. Озинского МР                                   |
| 425 | Перевесино-Михайловский  |                            | Турковский район                            | СП Студеновское мун. обр. Турковского МР                                  |
| 426 | Перевесинский            |                            | Турковский район                            | СП Перевесинское мун. обр. Турковского МР                                 |
| 427 | Перекопновский           |                            | Ершовский район                             | СП Перекопновское мун. обр. Ершовского МР                                 |
| 428 | Перелюбский              |                            | Перелюбский район                           | СП Перелюбское мун. обр. Перелюбского МР                                  |
| 429 | Песчанский               |                            | Самойловский район                          | СП Песчанское мун. обр., Святославское мун. обр. Самойловского МР         |
| 430 | Песчанский               |                            | Аткарский район                             | СП Песчанское мун. обр. Аткарского МР                                     |
| 431 | Петровский               |                            | Аткарский район                             | СП Барановское мун. обр. Аткарского МР                                    |
| 432 | Петропавловский          |                            | Дергачёвский район                          | ГП Дергачёвское мун. обр. Дергачёвского МР                                |
| 433 | Петропавловский          |                            | Новоузенский район                          | СП Петропавловское мун. обр. Новоузенского МР                             |
| 434 | Пигарёвский              |                            | Озинский район                              | СП Пигарёвское мун. обр. Озинского МР                                     |
| 435 | Пилюгинский              |                            | Балтайский район                            | СП Большеозёрское мун. обр. Балтайского МР                                |
| 436 | Пинеровский              |                            | Балашовский район                           | ГП Пинеровское мун. обр. Балашовского МР                                  |
| 437 | Питерский                |                            | Питерский район                             | СП Питерское мун. обр. Питерского МР                                      |
| 438 | Плёсский                 |                            | Фёдоровский район                           | СП Морцевское мун обр. Фёдоровского МР                                    |
| 439 | Плехановский             |                            | Балаковский район                           | СП Быково-Отрогское мун. обр. Балаковского МР                             |
| 440 | Пограниченский           |                            | Новоузенский район                          | СП Пограниченское мун. обр. Новоузенского МР                              |
| 441 | Подгоренский             |                            | Аркадакский район                           | СП Большежуравское мун. обр. Аркадакского МР                              |
| 442 | Подгорненский            |                            | Романовский район                           | СП Подгорненское мун. обр. Романовского МР                                |
| 443 | Подлесновский            |                            | Марксовский район                           | СП Подлесновское мун. обр. Марксовского МР                                |
| 444 | Подсосенский             |                            | Балаковский район                           | СП Натальинское мун. обр. Балаковского МР                                 |
| 445 | Покровский               |                            | Вольский район                              | СП Покровское мун. обр. Вольского МР                                      |
| 446 | Покурлейский             |                            | Вольский район                              | СП Междуреченское мун. обр. Вольского МР                                  |
| 447 | Полеводинский            |                            | Духовницкий район                           | СП Новозахаркинское мун. обр. Духовницкого МР                             |
| 448 | Полековский              |                            | Марксовский район                           | СП Кировское мун. обр. Марксовского МР                                    |
| 449 | Полоцкий                 |                            | Самойловский район                          | СП Красавское мун. обр. Самойловского МР                                  |
| 450 | Полчаниновский           |                            | Татищевский район                           | СП Ягодно-Полянское мун. обр. Татищевского МР                             |
| 451 | Поповский                |                            | Саратовский район                           | СП Рыбушанское мун. обр. Саратовского МР                                  |
| 452 | Поповский                |                            | Хвалынский район                            | СП Елшанское мун. обр. Хвалынского МР                                     |
| 453 | Потьминский              |                            | Ртищевский район                            | СП Макаровское мун. обр. Ртищевского МР                                   |
| 454 | Правдинский              |                            | Ртищевский район                            | СП Октябрьское мун. обр. Ртищевского МР                                   |
| 455 | Преображенский           |                            | Пугачёвский район                           | СП Преображенского мун. обр. Пугачёвского МР                              |
| 456 | Приволжский              |                            | Марксовский район                           | СП Приволжское мун. обр. Марксовского МР                                  |
| 457 | Приволжский              |                            | Энгельсский район                           | ГП город Энгельс Энгельсского МР                                          |
| 458 | Приволжский              |                            | Ровенский район                             | СП Приволжское мун. обр. Ровенского МР                                    |
| 459 | Привольненский           |                            | Ровенский район                             | СП Привольненское мун. обр. Ровенского МР                                 |
| 460 | Пригородный              |                            | Петровский район                            | СП Пригородное мун. обр. Петровского МР                                   |
| 461 | Приреченский             |                            | Аткарский район                             | СП Озёрное мун. обр. Аткарского МР                                        |
| 462 | Приузенский              |                            | Александрово-Гайский район                  | СП Александрово-Гайское мун. обр. Александрово-Гайского МР                |
| 463 | Пробужденческий          |                            | Энгельсский район                           | СП Новопушкинское мун. обр. Энгельсского МР                               |
| 464 | Прокудинский             |                            | Аткарский район                             | СП Даниловское мун. обр. Аткарского МР                                    |
| 465 | Прудовой                 | до 1999: Прудовской        | Екатериновский район                        | СП Новосёловское мун. обр. Екатериновского МР                             |
| 466 | Пугачёвский              |                            | Пугачёвский район                           | ГП город Пугачёв, СП Давыдовское мун. обр. Пугачёвского МР                |
| 467 | Пушкинский               |                            | Советский район                             | ГП Пушкинское мун. обр. Советского МР                                     |
| 468 | Пылковский               |                            | Балаковский район                           | СП Быково-Отрогское мун. обр. Балаковского МР                             |
| 469 | Радищевский              |                            | Новоузенский район                          | СП Радищевское мун. обр. Новоузенского МР                                 |
| 470 | Раевский                 |                            | Ивантеевский район                          | СП Раевское мун. обр. Ивантеевского МР                                    |
| 471 | Раздольненский           | до 1999: Раздольный        | Краснопартизанский район                    | СП Рукопольское мун. обр. Краснопартизанского МР                          |
| 472 | Раздольновский           |                            | Лысогорский район                           | СП Раздольновское мун. обр. Лысогорского МР                               |
| 473 | Раскатовский             |                            | Марксовский район                           | СП Приволжское мун. обр. Марксовского МР                                  |
| 474 | Расковский               |                            | Саратовский район                           | СП Расковское мун. обр. Саратовского МР                                   |
| 475 | Рахмановский             |                            | Пугачёвский район                           | СП Рахмановское мун. обр. Пугачёвского МР                                 |
| 476 | Ревинский                |                            | Красноармейский район                       | ГП город Красноармейск Красноармейского МР                                |
| 477 | Рекордский               |                            | Краснокутский район                         | СП Интернациональное мун. обр. Краснокутского МР                          |
| 478 | Репинский                |                            | Балашовский район                           | СП Репинское мун. обр. Балашовского МР                                    |
| 479 | Репьёвский               |                            | Базарно-Карабулакский район                 | СП Яковлевское мун. обр. Базарно-Карабулакского МР                        |
| 480 | Репьевский               |                            | Ртищевский район                            | СП Макаровское мун. обр. Ртищевского МР                                   |
| 481 | Рефлекторский            |                            | Ершовский район                             | СП Декабристское мун. обр. Ершовского МР                                  |
| 482 | Римско-Корсаковский      |                            | Краснопартизанский район                    | ГП Горновское мун. обр. Краснопартизанского МР                            |
| 483 | Ровенский                |                            | Ровенский район                             | ГП Ровенское мун. обр. Ровенского МР                                      |
| 484 | Рогаткинский             |                            | Красноармейский район                       | СП Рогаткинское мун. обр. Красноармейского МР                             |
| 485 | Родничковский            |                            | Балашовский район                           | СП Родничковское мун. обр. Балашовского МР                                |
| 486 | Розовский                |                            | Советский район                             | СП Розовское мун. обр. Советского МР                                      |
| 487 | Романовский              |                            | Фёдоровский район                           | СП Калужское мун. обр. Фёдоровского МР                                    |
| 488 | Россошанский             |                            | Красноармейский район                       | СП Россошанское мун. обр. Красноармейского МР                             |
| 489 | Росташовский             |                            | Аркадакский район                           | СП Росташовское мун. обр. Аркадакского МР                                 |
| 490 | Ртищевский               |                            | Ртищевский район                            | СП Урусовское мун. обр. Ртищевского МР                                    |
| 491 | Рукопольский             |                            | Краснопартизанский район                    | СП Рукопольское мун. обр. Краснопартизанского МР                          |
| 492 | Рыбушанский              |                            | Саратовский район                           | СП Рыбушанское мун. обр. Саратовского МР                                  |
| 493 | Рязанский                |                            | Турковский район                            | СП Рязанское мун. обр. Турковского МР                                     |
| 494 | Сабуровский              |                            | Саратовский район                           | СП Вольновское мун. обр. Саратовского МР                                  |
| 495 | Савельевский             |                            | Краснопартизанский район                    | ГП Горновское мун. обр. Краснопартизанского МР                            |
| 496 | Савкинский               |                            | Петровский район                            | СП Синенькое мун. обр. Петровского МР                                     |
| 497 | Садовский                |                            | Балтайский район                            | СП Балтайское мун. обр. Балтайского МР                                    |
| 498 | Садовский                |                            | Красноармейский район                       | ГП город Красноармейск Красноармейского МР                                |
| 499 | Садовский                |                            | Татищевский район                           | СП Садовское мун. обр. Татищевского МР                                    |
| 500 | Салтыковский             |                            | Ртищевский район                            | СП Салтыковское мун. обр. Ртищевского МР                                  |
| 501 | Самойловский             |                            | Самойловский район                          | ГП Самойловское мун. обр. Самойловского МР                                |
| 502 | Саратовский              |                            | Перелюбский район                           | СП Иванихинское мун. обр. Перелюбского МР                                 |
| 503 | Сафаровский              |                            | Дергачёвский район                          | СП Сафаровское мун. обр. Дергачёвского МР                                 |
| 504 | Свердловский             |                            | Калининский район                           | СП Свердловское мун. обр. Калининского МР                                 |
| 505 | Свободинский             |                            | Базарно-Карабулакский район                 | ГП Свободинское мун. обр. Базарно-Карабулакского МР                       |
| 506 | Святославский            |                            | Самойловский район                          | СП Святославское мун. обр. Самойловского МР                               |
| 507 | Северный                 |                            | Хвалынский район                            | СП Северное мун. обр. Хвалынского МР                                      |
| 508 | Северский                |                            | Ртищевский район                            | СП Макаровское мун. обр. Ртищевского МР                                   |
| 509 | Селезнихинский           |                            | Пугачёвский район                           | СП Надеждинское мун. обр. Пугачёвского МР                                 |
| 510 | Селитьбенский            |                            | Хвалынский район                            | СП Алексеевское мун. обр. Хвалынского МР                                  |
| 511 | Семёно-Полтавский        |                            | Ершовский район                             | СП Антоновское мун. обр. Ершовского МР                                    |
| 512 | Семёновский              |                            | Фёдоровский район                           | СП Семёновское мун. обр. Фёдоровского МР                                  |
| 513 | Семёновский              |                            | Аркадакский район                           | СП Семёновское мун. обр. Аркадакского МР                                  |
| 514 | Семёновский              |                            | Марксовский район                           | СП Зоркинское мун. обр. Марксовского МР                                   |
| 515 | Сенной                   |                            | Вольский район                              | ГП Сенное мун. обр. Вольского МР                                          |
| 516 | Сергиевский              |                            | Калининский район                           | СП Сергиевское мун. обр. Калининского МР                                  |
| 517 | Сергиевский              |                            | Саратовский район                           | СП Синенькое мун. обр. Саратовского МР                                    |
| 518 | Симоновский              |                            | Калининский район                           | СП Симоновское мун. обр. Калининского МР                                  |
| 519 | Синенький                |                            | Петровский район                            | СП Синенькое мун. обр. Петровского МР                                     |
| 520 | Синенький                |                            | Саратовский район                           | СП Синенькое мун. обр. Саратовского МР                                    |
| 521 | Синодский                |                            | Воскресенский район                         | СП Синодское мун. обр. Воскресенского МР                                  |
| 522 | Славновский              |                            | Калининский район                           | СП Ахтубинское мун. обр. Калининского МР                                  |
| 523 | Сланцерудниковский       |                            | Озинский район                              | СП Сланцерудниковское мун. обр. Озинского МР                              |
| 524 | Сланцовский              |                            | Ртищевский район                            | СП Краснозвездинское мун. обр. Ртищевского МР                             |
| 525 | Сластухинский            |                            | Екатериновский район                        | СП Сластухинское мун. обр. Екатериновского МР                             |
| 526 | Слепцовский              |                            | Татищевский район                           | СП Идолгское мун. обр. Татищевского МР                                    |
| 527 | Смородинский             |                            | Перелюбский район                           | СП Смородинское мун. обр. Перелюбского МР                                 |
| 528 | Советский                |                            | Советский район                             | ГП Советское мун. обр. Советского МР                                      |
| 529 | Советский                |                            | Дергачёвский район                          | СП Советское мун. обр. Дергачёвского МР                                   |
| 530 | Совхозный                |                            | Ершовский район                             | ГП город Ершов, СП Новокраснянское мун. обр. Ершовского МР                |
| 531 | Соколовский              |                            | Саратовский район                           | ГП Соколовское мун. обр. Саратовского МР                                  |
| 532 | Сокурский                |                            | Татищевский район                           | СП Вязовское мун. обр. Татищевского МР                                    |
| 533 | Солянский                |                            | Пугачёвский район                           | СП Краснореченское мун. обр. Пугачёвского МР                              |
| 534 | Солянский                |                            | Озинский район                              | СП Урожайное мун. обр. Озинского МР                                       |
| 535 | Сосново-Мазинский        |                            | Хвалынский район                            | СП Сосново-Мазинское мун. обр. Хвалынского МР                             |
| 536 | Сосновоборский           |                            | Петровский район                            | СП Грачёвское мун. обр. Петровского МР                                    |
| 537 | Сосновский               |                            | Саратовский район                           | СП Михайловское мун. обр. Саратовского МР                                 |
| 538 | Сосновский               |                            | Балтайский район                            | СП Барнуковское мун. обр. Балтайского МР                                  |
| 539 | Софьинский               |                            | Духовницкий район                           | СП Горяйновское мун. обр. Духовницкого МР                                 |
| 540 | Соцземледельский         |                            | Балашовский район                           | СП Соцземледельское мун. обр. Балашовского МР                             |
| 541 | Спартакский              |                            | Фёдоровский район                           | СП Мунинское мун. обр. Фёдоровского МР                                    |
| 542 | Спасский                 |                            | Вольский район                              | СП Черкасское мун. обр. Вольского МР                                      |
| 543 | Сплавнухинский           |                            | Красноармейский район                       | СП Сплавнухинское мун. обр. Красноармейского МР                           |
| 544 | Старо-Бурасский          | Старобурасский             | Базарно-Карабулакский район                 | СП Старобурасское мун. обр. Базарно-Карабулакского МР                     |
| 545 | Старо-Жуковский          | Старожуковский             | Базарно-Карабулакский район                 | СП Старожуковское мун. обр. Базарно-Карабулакского МР                     |
| 546 | Старо-Лебежайский        | Старолебежайский           | Хвалынский район                            | СП Елшанское мун. обр. Хвалынского МР                                     |
| 547 | Старопорубёжский         |                            | Пугачёвский район                           | СП Старопорубёжское мун. обр. Пугачёвского МР                             |
| 548 | Старохопёрский           |                            | Балашовский район                           | СП Старохопёрское мун. обр. Балашовского МР                               |
| 549 | Степновский              |                            | Советский район                             | ГП Степновское мун. обр. Советского МР                                    |
| 550 | Степновский              |                            | Питерский район                             | СП Агафоновское мун. обр. Питерского МР                                   |
| 551 | Степновский              |                            | Калининский район                           | СП Казачкинское мун. обр. Калининского МР                                 |
| 552 | Столыпинский             |                            | Балтайский район                            | СП Большеозёрское мун. обр. Балтайского МР                                |
| 553 | Сторожевский             | в 1999—2006: Сторожовский  | Татищевский район                           | СП Сторожевское мун. обр. Татищевского МР                                 |
| 554 | Стригайский              |                            | Базарно-Карабулакский район                 | СП Старожуковское мун. обр. Базарно-Карабулакского МР                     |
| 555 | Студёновский             |                            | Петровский район                            | СП Берёзовское мун. обр. Петровского МР                                   |
| 556 | Студёновский             |                            | Турковский район                            | СП Рязанское мун. обр., Студеновское мун. обр. Турковского МР             |
| 557 | Сулакский                |                            | Краснопартизанский район                    | ГП Горновское мун. обр. Краснопартизанского МР                            |
| 558 | Сухо-Карабулакский       |                            | Базарно-Карабулакский район                 | СП Максимовское мун. обр. Базарно-Карабулакского МР                       |
| 559 | Сухоеланский             | Сухо-Еланский              | Балашовский район                           | СП Терновское мун. обр. Балашовского МР                                   |
| 560 | Сухоотрогский            | Сухо-Отрогский             | Балаковский район                           | СП Быково-Отрогское мун. обр. Балаковского МР                             |
| 561 | Таволожский              |                            | Петровский район                            | СП Пригородное мун. обр. Петровского МР                                   |
| 562 | Талалихинский            |                            | Вольский район                              | СП Талалихинское мун. обр. Вольского МР                                   |
| 563 | Таловский                |                            | Калининский район                           | СП Таловское мун. обр. Калининского МР                                    |
| 564 | Тамбовский               |                            | Фёдоровский район                           | СП Калужское мун. обр. Фёдоровского МР                                    |
| 565 | Тарлыковский             |                            | Ровенский район                             | СП Тарлыковское мун. обр. Ровенского МР                                   |
| 566 | Татарскопакаевский       |                            | Петровский район                            | СП Синенькое мун. обр. Петровского МР                                     |
| 567 | Татищевский              |                            | Татищевский район                           | ГП Татищевское мун. обр. Татищевского МР                                  |
| 568 | Теликовский              |                            | Духовницкий район                           | СП Берёзово-Лукское мун. обр. Духовницкого МР                             |
| 569 | Тельмановский            |                            | Марксовский район                           | СП Липовское мун. обр. Марксовского МР                                    |
| 570 | Тепловский               |                            | Перелюбский район                           | СП Тепловское мун. обр. Перелюбского МР                                   |
| 571 | Тёпловский               |                            | Новобурасский район                         | СП Тёпловское мун. обр. Новобурасского МР                                 |
| 572 | Тепляковский             |                            | Базарно-Карабулакский район                 | СП Липовское мун. обр. Базарно-Карабулакского МР                          |
| 573 | Терновский               |                            | Энгельсский район                           | СП Терновское мун. обр. Энгельсского МР                                   |
| 574 | Терновский               |                            | Балашовский район                           | СП Терновское мун. обр. Балашовского МР                                   |
| 575 | Терсинский               |                            | Вольский район                              | СП Терсинское мун. обр. Вольского МР                                      |
| 576 | Толстовский              |                            | Краснопартизанский район                    | СП Рукопольское мун. обр. Краснопартизанского МР                          |
| 577 | Тракторный               |                            | Петровский район                            | СП Берёзовское мун. обр. Петровского МР                                   |
| 578 | Тростянский              |                            | Балашовский район                           | СП Тростянское мун. обр. Балашовского МР                                  |
| 579 | Трудовой                 |                            | Питерский район                             | СП Новотульское мун. обр. Питерского МР                                   |
| 580 | Тургеневский             |                            | Аткарский район                             | СП Барановское мун. обр., Даниловское мун. обр. Аткарского МР             |
| 581 | Тургеневский             |                            | Пугачёвский район                           | СП Краснореченское мун. обр. Пугачёвского МР                              |
| 582 | Турковский               |                            | Турковский район                            | ГП Турковское мун. обр., СП Рязанское мун. обр. Турковского МР            |
| 583 | Узморский                |                            | Энгельсский район                           | СП Терновское мун. обр. Энгельсского МР                                   |
| 584 | Ульянинский              |                            | Хвалынский район                            | СП Сосново-Мазинское мун. обр. Хвалынского МР                             |
| 585 | Умётский                 |                            | Аткарский район                             | СП Даниловское мун. обр. Аткарского МР                                    |
| 586 | Упоровский               |                            | Екатериновский район                        | СП Галаховское мун. обр. Екатериновского МР                               |
| 587 | Урицкий                  |                            | Лысогорский район                           | СП Ширококарамышское мун. обр. Лысогорского МР                            |
| 588 | Урожайный                |                            | Озинский район                              | СП Урожайное мун. обр. Озинского МР                                       |
| 589 | Урусовский               |                            | Ртищевский район                            | СП Урусовское мун. обр. Ртищевского МР                                    |
| 590 | Усатовский               |                            | Краснокутский район                         | СП Усатовское мун. обр. Краснокутского МР                                 |
| 591 | Усовский                 |                            | Воскресенский район                         | СП Елшанское мун. обр. Воскресенского МР                                  |
| 592 | Успенский                |                            | Пугачёвский район                           | СП Преображенского мун. обр. Пугачёвского МР                              |
| 593 | Усть-Курдюмский          |                            | Саратовский район                           | СП Усть-Курдюмское мун. обр. Саратовского МР                              |
| 594 | Усть-Щербединский        |                            | Романовский район                           | СП Усть-Щербединское мун. обр. Романовского МР                            |
| 595 | Фёдоровский              |                            | Фёдоровский район                           | СП Фёдоровское мун. обр. Фёдоровского МР                                  |
| 596 | Фурмановский             |                            | Марксовский район                           | СП Зоркинское мун. обр., Кировское мун. обр. Марксовского МР              |
| 597 | Ханенёвский              | Первоханенёвский           | Базарно-Карабулакский район                 | СП Большечечуйское мун. обр. Базарно-Карабулакского МР                    |
| 598 | Хватовский               |                            | Базарно-Карабулакский район                 | ГП Свободинское мун. обр. Базарно-Карабулакского МР                       |
| 599 | Хлебновский              |                            | Балаковский район                           | СП Натальинское мун. обр. Балаковского МР                                 |
| 600 | Холманский               |                            | Перелюбский район                           | СП Кучумбетовское мун. обр. Перелюбского МР                               |
| 601 | Хопёрский                |                            | Балашовский район                           | СП Хопёрское мун. обр. Балашовского МР                                    |
| 602 | Хрущёвский               |                            | Самойловский район                          | СП Хрущёвское мун. обр. Самойловского МР                                  |
| 603 | Царевщинский             |                            | Балтайский район                            | СП Царевщинское мун. обр. Балтайского МР                                  |
| 604 | Целинный                 |                            | Перелюбский район                           | СП Целинное мун. обр. Перелюбского МР                                     |
| 605 | Чалыклинский             |                            | Озинский район                              | СП Чалыклинское мун. обр. Озинского МР                                    |
| 606 | Чапаевский               |                            | Ершовский район                             | СП Новосельское мун. обр. Ершовского МР                                   |
| 607 | Чапаевский               |                            | Пугачёвский район                           | СП Давыдовское мун. обр. Пугачёвского МР                                  |
| 608 | Чардымский               |                            | Воскресенский район                         | СП Елшанское мун. обр. Воскресенского МР                                  |
| 609 | Черкасский               |                            | Вольский район                              | СП Черкасское мун. обр. Вольского МР                                      |
| 610 | Чернавский               |                            | Турковский район                            | СП Рязанское мун. обр. Турковского МР                                     |
| 611 | Чернавский               |                            | Ивантеевский район                          | СП Чернавское мун. обр. Ивантеевского МР                                  |
| 612 | Чернопадинский           |                            | Ершовский район                             | СП Перекопновское мун. обр. Ершовского МР                                 |
| 613 | Чернышёвский             |                            | Новобурасский район                         | СП Тёпловское мун. обр. Новобурасского МР                                 |
| 614 | Чертанлинский            |                            | Новоузенский район                          | СП Олоновское мун. обр. Новоузенского МР                                  |
| 615 | Чиганакский              |                            | Аркадакский район                           | СП Семёновское мун. обр. Аркадакского МР                                  |
| 616 | Чистопольский            |                            | Краснопартизанский район                    | СП Рукопольское мун. обр. Краснопартизанского МР                          |
| 617 | Чкаловский               |                            | Марксовский район                           | СП Липовское мун. обр. Марксовского МР                                    |
| 618 | Чкаловский               |                            | Ершовский район                             | СП Миусское мун. обр. Ершовского МР                                       |
| 619 | Чкаловский               |                            | Краснокутский район                         | СП Чкаловское мун. обр. Краснокутского МР                                 |
| 620 | Чугунский                |                            | Ершовский район                             | СП Миусское мун. обр. Ершовского МР                                       |
| 621 | Шепелевский              |                            | Турковский район                            | СП Рязанское мун. обр. Турковского МР                                     |
| 622 | Шереметьевский           |                            | Лысогорский район                           | СП Новокрасавское мун. обр. Лысогорского МР                               |
| 623 | Шило-Голицынский         |                            | Ртищевский район                            | СП Шило-Голицынское мун. обр. Ртищевского МР                              |
| 624 | Широкинский              |                            | Татищевский район                           | СП Идолгское мун. обр. Татищевского МР                                    |
| 625 | Широкобуеракский         |                            | Вольский район                              | СП Широкобуеракское мун. обр. Вольского МР                                |
| 626 | Ширококарамышский        |                            | Лысогорский район                           | СП Большекопенское мун. обр., Ширококарамышское мун. обр. Лысогорского МР |
| 627 | Широкопольский           |                            | Энгельсский район                           | СП Безымянское мун. обр. Энгельсского МР                                  |
| 628 | Широкоуступский          |                            | Калининский район                           | СП Широкоуступское мун. обр. Калининского МР                              |
| 629 | Шкловский                |                            | Калининский район                           | СП Свердловское мун. обр. Калининского МР                                 |
| 630 | Шняевский                |                            | Базарно-Карабулакский район                 | СП Шняевское мун. обр. Базарно-Карабулакского МР                          |
| 631 | Шумейковский             |                            | Энгельсский район                           | ГП город Энгельс, СП Красноярское мун. обр. Энгельсского МР               |
| 632 | Энгельсский              |                            | Энгельсский район                           | СП Новопушкинское мун. обр. Энгельсского МР                               |
| 633 | Юбилейный                |                            | Екатериновский район                        | СП Галаховское мун. обр. Екатериновского МР                               |
| 634 | Южный                    |                            | Ершовский район                             | СП Антоновское мун. обр. Ершовского МР                                    |
| 635 | Яблоневский              |                            | Марксовский район                           | СП Липовское мун. обр. Марксовского МР                                    |
| 636 | Яблоново-Гайский         |                            | Ивантеевский район                          | СП Яблоново-Гайское мун. обр. Ивантеевского МР                            |
| 637 | Яблочный                 |                            | Лысогорский район                           | СП Большерельненское мун. обр. Лысогорского МР                            |
| 638 | Ягодно-Полянский         |                            | Татищевский район                           | СП Ягодно-Полянское мун. обр. Татищевского МР                             |
| 639 | Языковский               |                            | Аткарский район                             | СП Ершовское мун. обр. Аткарского МР                                      |
| 640 | Яковлевский              |                            | Базарно-Карабулакский район                 | СП Яковлевское мун. обр. Базарно-Карабулакского МР                        |
| 641 | Ямской                   |                            | Краснокутский район                         | СП Журавлёвское мун. обр. Краснокутского МР                               |

## Иные преобразования

### Территориальные обмены
| №  | Округ              | Район              | Год       | Территориальный обмен                                                                            |
| -- | ------------------ | ------------------ | --------- | ------------------------------------------------------------------------------------------------ |
| 1  | Берёзовский        | Берёзовский        | 1998      | 2 с.н.п. выделены в Студёновский округ                                                           |
| 2  | Больше-Осиновский  | Аткарский          | 2000      | село Малая Осиновка передано в Приреченский округ                                                |
| 3  | Большеольшанский   | Калининский        | 1998      | посёлок Ким передан в Ахтубинский округ                                                          |
| 4  | Брыковский         | Духовницкий        | 1999      | село Григорьевка выделено в Григорьевский округ                                                  |
| 5  | Горновский         | Краснопартизанский | 2002      | 2 с.н.п. выделены в Михайловский округ                                                           |
| 6  | Елшанский          | Хвалынский         | 2002      | 2 с.н.п. выделены в Поповский округ                                                              |
| 7  | Ждановский         | Краснокутский      | 1998      | 2 с.н.п. выделены в Лебедевский округ                                                            |
| 8  | Кировский          | Марксовский        | 2000 2002 | 2000: село Чкаловка выделено в Чкаловский округ 2002: село Ильичёвка передано в Чкаловский округ |
| 9  | Куриловский        | Вольский           | 1998      | село Елховка выделено в Елховский округ                                                          |
| 10 | Липовский          | Духовницкий        | 1999      | село Озёрки выделено в Озёрский округ                                                            |
| 11 | Ножкинский         | Берёзовский        | 2002      | 4 с.н.п. выделены в Савкинский округ                                                             |
| 12 | Орловский          | Марксовский        | 2000      | село Караман выделено в Караманский округ                                                        |
| 13 | Сланцерудниковский | Озинский           | 1998      | посёлок Сланцевый Рудник выделен в Сланцерудниковский округ                                      |
| 14 | Слепцовский        | Татищевский        | 2001      | 2 с.н.п. переданы в Садовский округ                                                              |
| 15 | Тельмановский      | Марксовский        | 2002      | село Яблоня выделено в Яблоневский округ                                                         |
| 16 | Тургеневский       | Пугачёвский        | 2002      | село Чурины передано в Надеждинский округ                                                        |
| 17 | Фурмановский       | Марксовский        | 2000      | село Семёновка выделено в Семёновский округ                                                      |
| 18 | Хлебновский        | Балаковский        | 2003      | село Старая Медынка передано в Новониколевский округ                                             |
| 19 | Холманский         | Перелюбский        | 2000      | деревня Николаевка передана в Кучумбетовский округ                                               |

### Переименования округов
| №  | Округ           | Район                 | Год  | Новое название округа |
| -- | --------------- | --------------------- | ---- | --------------------- |
| 1  | Золотухинский   | Дергачёвский          | 2002 | Зерновский            |
| 2  | Калининский     | Балтайский            | 2002 | Столыпинский          |
| 3  | Комсомольский   | Озинский              | 2000 | Первоцелинный         |
| 4  | Краснореченский | Дергачёвский          | 2002 | Октябрьский           |
| 5  | Новожестянский  | Дергачёвский          | 2002 | Жадовский             |
| 6  | Прихопёрский    | Аркадакский           | 1999 | Малиновский           |
| 7  | Содомский       | Базарно-Карабулакский | 2001 | Большесодомский       |
| 8  | Фёдоровский     | Татищевский           | 2002 | Большефёдоровский     |
| 9  | Ханенёвский     | Базарно-Карабулакский | 2001 | Перво-Ханенёвский     |
| 10 | Юнгеровский     | Лысогорский           | 2001 | Октябрьский           |

### Изменения категории административного центра
| № | Округ               | Район                 | Год  | Комментарий                                                             |
| - | ------------------- | --------------------- | ---- | ----------------------------------------------------------------------- |
| 1 | Алексеевский        | Хвалынский            | 2003 | рп Алексеевка преобразован в с.н.п.                                     |
| 2 | Возрожденческий     | Хвалынский            | 2003 | рп Возрождение преобразован в с.н.п.                                    |
| 3 | Кленовский          | Вольский              | 2008 | посёлок Клёны преобразован в рп (в Росстате как пгт учитывается с 2018) |
| 4 | Красный Текстильщик | Саратовский           | 2012 | рп Красный Текстильщик преобразован в с.н.п.                            |
| 5 | Хватовский          | Базарно-Карабулакский | 2004 | рп Хватовка преобразован в с.н.п.                                       |
| 6 | Черкасский          | Вольский              | 2012 | рп Черкасское преобразован в с.н.п.                                     |